# Eurata helena
Eurata helena là một loài bướm đêm thuộc phân họ Arctiinae, họ Erebidae.